# Haaniella muelleri
Haaniella muelleri är en insektsart som först beskrevs av Haan 1842.  Haaniella muelleri ingår i släktet Haaniella och familjen Heteropterygidae. Inga underarter finns listade i Catalogue of Life.